# Blåkronet motmot
Blåkronet motmot (latin: Momotus momota) er en skrigefugl, der lever i Mellem- og Sydamerika.